# شهرداری آنزالدو
شهرداری آنزالدو (به اسپانیایی: Anzaldo Municipality) یک شهرداری‌ در بولیوی است که در استان استبان آرسه واقع شده‌است. شهرداری آنزالدو ۶۴۱ کیلومتر مربع مساحت و ۹٬۱۲۶ نفر جمعیت دارد و ۲٬۶۰۰ متر بالاتر از سطح دریا واقع شده‌است.